# Lawrence (Nebraska)
Lawrence je selo u američkoj saveznoj državi Nebraska. Prema popisu stanovništva iz 2010. u njemu je živjelo 304 stanovnika.